# Мусабеков, Расим Насреддин оглы
Расим Насреддин оглы Мусабеков (азерб. Rasim Nəsrəddin oğlu Musabəyov, 1 января 1951, Баку) — азербайджанский политический, государственный и общественный деятель. Депутат парламента Азербайджана IV, V, VI, VII созывов.

## Биография
Родился в семье педагогов. В 1973 году окончил Азербайджанский институт нефти и химии. 
C 1972 года — секретарь комитета комсомола института. С 1974 года заведовал студенческим отделом ЦК комсомола Азербайджана. В 1976—1982 годы — инструктор, затем ответственный организатор ЦК ВЛКСМ (Москва). 
В 1985 году окончил аспирантуру. Защитил кандидатскую диссертацию по философии. 
В 1985—1989 годы заведовал научной лабораторией межнациональных отношений Института молодёжи (Москва).
C 1989 г. возглавлял социологическую лабораторию Бакинской Высшей партийной школы. В 1990—1991 годы заведовал идеологическим отделом Бакинского горкома компартии.
В 1991—1992 годы — советник по межнациональным отношениям аппарата Президента Азербайджана. Участвовал в переговорах с Арменией по вопросам мирного урегулирования карабахского конфликта. В 1992—1993 годы — советник аппарата Милли Меджлиса Азербайджана.
В 1993—1999 годы — доцент Бакинского института политологии и социального управления.
С 2000 года — независимый политолог. Работал в Центре экономических и политических исследований.  Осуществлял научное руководство несколькими международными проектами.
В 1990—1995 годы являлся депутатом Бакинского Совета. В 2005—2008 годы — член Совета по прессе Азербайджана.
В ноябре 2010 года избран в Милли Меджлис Азербайджана 4 созыва (получил 33,66 % голосов в Нариманов-Низаминском избирательном округе № 18). В ноябре 2015 года переизбран депутатом 5 созыва Милли Меджлиса от этого же округа.
Депутат парламента Азербайджана IV, V, VI созывов.
Член Комитета по международным отношениям и межпарламентским связям парламента. Возглавляет группу дружбы с ЮАР. Член Парламентской делегации Азербайджана в Межпарламентской Ассамблее СНГ. 
В 2024 году на парламентских выборах в Азербайджане, которые состоялись 1 сентября, одержал победу в Нариманов-Низами-Бинагадинском избирательном округе №18. Официально стал депутатом Милли Меджлиса Азербайджана седьмого созыва, первое заседание которого состоялось 23 сентября 2024 года.
Член редколлегий аналитического журнала «Strateji təhlil» («Стратегический анализ»), издаваемого Центром стратегических Исследований при Президенте Азербайджана, а также журнала «Geo strategiya» («Геостратегия»), издаваемого Центром геополитический исследований «Kaspi».
Автор более, чем 250 научных публикаций на тему региональной геополитики, этнической политики, политических партий и институтов. Регулярно выступает в местных и зарубежных СМИ с публикациями и комментариями на актуальные общественно-политические темы.

## Награды
- Медаль «За трудовую доблесть» (1972)
- Премия «Медиа-ключ» в номинации медиа-человек года (2010, по итогам экспертного опроса журналистских организаций)
- Орден «Содружество» (29 ноября 2018 года, Межпарламентская ассамблея СНГ) — за активное участие в деятельности Межпарламентской Ассамблеи и её органов, вклад в укрепление дружбы между народами государств — участников Содружества Независимых Государств[5]
- Медаль «За укрепление парламентского сотрудничества» (16 апреля 2015 года, Межпарламентская ассамблея СНГ) — за особый вклад в развитие парламентаризма, укрепление демократии, обеспечение прав и свобод граждан в государствах — участниках Содружества Независимых Государств[6]
- Почётная грамота Совета МПА СНГ (24 ноября 2016 года, Межпарламентская ассамблея СНГ) — за активное участие в деятельности Межпарламентской Ассамблеи и её органов, вклад в укрепление дружбы между народами государств — участников Содружества Независимых Государств[7][8]
- Медаль «МПА СНГ. 25 лет» (27 марта 2017 года, Межпарламентская ассамблея СНГ) — за заслуги в деле развития и укрепления парламентаризма, за вклад в развитие и совершенствование правовых основ функционирования Содружества Независимых Государств, укрепление международных связей и межпарламентского сотрудничества[9]